# Embolización portal

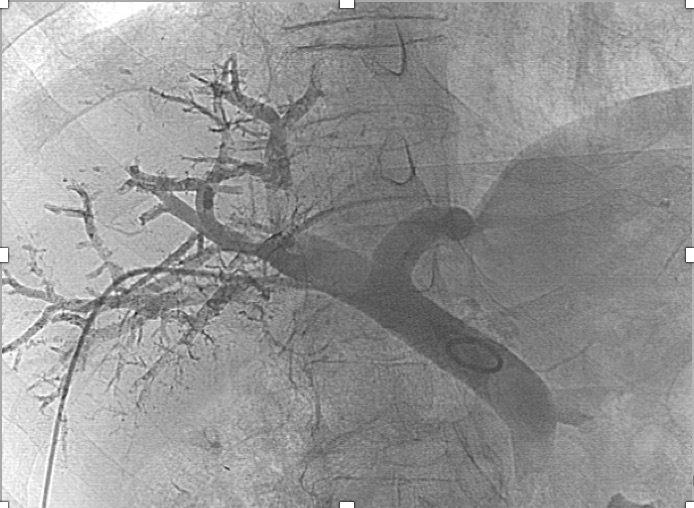
Portografía directa tras tratamiento

La embolización portal es una técnica que se utiliza previo a una resección hepática para hacer crecer el tamaño del parénquima hepático que permanecerá después de la cirugía. Esta terapia redirige el flujo portal a los segmentos hepáticos del hígado remanente futuro provocando una hipertrofia (y atrofia del hígado excluido). Consiste en ocluir la vena porta que vaya a ser resecada con algún agente embolizante (embolizantes líquidos, mecánicos, PVA...). 
Aplicando esta técnica se ha conseguido una reducción de las complicaciones postoperatorias. Además ha permitido aumentar el número de pacientes que son aptos para resección hepática con intención curativa. 

## Indicaciones
La embolización portal está indicada cuando se prevé que después de una resección hepática el parénquima hepático remanente va a ser demasiado pequeño para mantener la función hepática esencial.